# Edward. W. Said, l'humaniste radical. Aux sources de la pensée postcoloniale
Après son triptyque, Une politique de la fragilité, Blessures intimes, blessures sociales et Le temps des oubliés, Fred Poché a orienté ses travaux sur la question postcoloniale. 
Ainsi Edward W. Said, l’humaniste radical. Aux sources de la pensée postcoloniale se présente-t-il comme une introduction à l’œuvre de l'intellectuel américano-palestinien. 

## Description
L’auteur s’arrête plus précisément sur l’itinéraire de Said en croisant les lectures de celui-ci avec les philosophes ou théoriciens européens (Georg Lukacs, Theodor W. Adorno, Antonio Gramsci, Michel Foucault, Jacques Derrida, Roland Barthes, Raymond Williams) aussi bien que les écrivains ou intellectuels arabes (Al-Ghazâlî, Ibn Khaldûn, Taha Hussein, Tawfiq al-Hakim, Naguib Mahfouz). En soulignant le rapport entre texte, monde et pouvoir, le philosophe montre de quelle manière le professeur de littérature comparée articulait sa recherche avec des questions politiques fondamentales. En abordant le représentation de l’Arabe dans la littérature occidentale, notamment à partir de l’opus magnum de Said, L’Orientalisme, Fred Poché montre de quelle façon l’adversaire de l’idéologie du « choc des civilisations » interroge le rapport à la culture et donne des repères pour penser, avec plus d’acuité, le rapport à la différence. 
L'ouvrage est traduit en arabe par le traducteur marocain Mohamed Eljorti (éditions Safahat).